# Araró
Araró  es un poblado en el estado de Michoacán,  México; perteneciente al municipio de Zinapécuaro . Está ubicado a una distancia de 45 km de la capital, Morelia. Desde tiempos prehispánicos ha sido conocido por sus aguas termales, que hasta la fecha son lugar de destino para turistas.

## Geografía
Araró se encuentra en una región lacustre rodeada de montes, lagunas y aguas termales.

## Economía
La tierra alrededor del poblado es propicia para la agricultura de ciertos vegetales y cereales, y para la extracción de sal muy apreciada desde la antigüedad por su contenido mineral. En aquella época se utilizaba la sal tanto para el consumo humano como para el pago tributario, mientras en la época colonial se agrega el procesamiento de mena de plata a sus usos. Hoy en día se usan las aguas termales para balnearios que son destino turístico.

## Etimología
El nombre completo de este poblado es San Buenaventura de las Aguas Calientes de Araró, pero es conocido comúnmente con el nombre de Araró, que significa "lugar donde los tarascos se perforan la nariz y las orejas"; esto es, deriva de la costumbre de los antiguos pobladores de esta región de perforarse las fosas nasales y orejas y colocarse aros, en favor de sus creencias divinas.

## Historia
Según la Relación de Michoacán, Araró es el último pueblo conquistado por Chapa,  señor de Etúcuaro, tras recibir del héroe fundador del estado Purépecha Tariácuri parte del cuerpo del dios Curicuaeri en forma de navaja para conquistar en su nombre. Terminando sus conquistas, Chapa llega a asentarse en Araró.
Posteriormente, Araró es conquistado por Hiripan y Tangaxoan, sucesores de Tariácuri.
Estos acontecimientos habrían tomado lugar durante el Período Posclásico mesoamericano.
Durante la época precolonial, Araró era sitio de la ceremonia Sicuindiro, consagrada a la diosa Cuerauaperi, la que hacía lluvias, por motivos de que se creía de los vapores de los ojos de agua termales indicaban el origen de las nubes.
Durante tiempos de la colonización española de Michoacán, en Araró se aglutinaron guerreros para resistir los ataques de Cristóbal de Olid.
Sin embargo, Araró sometió a España, y en una noche cuando no se les observaba, entraron franciscanos al templo de Cuerauaperi y destruyeron su imagen, poniendo en su lugar la imagen cristiana de Cristo crucificado que posteriormente se conocería como "El Señor de Araró," o bien, "El Soberano Señor de Araró," que hoy en día es venerado con fiesta patronal en su honor el segundo viernes de Cuaresma y el jueves de ascensión, variando la fecha exacta.

## Gastronomía
La comida típica del lugar, son las corundas; son tamales de sal envueltos en hoja de maíz o carrizo en forma de triángulo acompañados de una salsa de chile de árbol y algunas personas la pueden acompañar con crema de rancho pero si no, no.
Entre otra comida que se puede destacar son las enchiladas michoacanas o llamadas enchiladas mineras en el estado de Guanajuato porque si se hacen ahí no se consideran michoacanas, estas constan de una tortilla sumergida previamente en salsa de chile de árbol con tomate o jitomate que se fríe en manteca y se rellenan de queso cotija y cebolla y se corona con una capa de zanahoria y papa cortadas en cuadros previamente cocidas. Se acostumbra acompañar con una pieza de pollo frito o menudencias de pollo. Por último se agregan chiles curados al gusto, en las plazas también puedes encontrar gazpachos una combinación de fruta picada que en un vaso se mezclan y con jugo de naranja, limón, cebolla, queso y chiles.